# Сокіл-250
Електропоїзд «Сокіл-250», ЕС250, (рос. «Сокол-250», ЭС250, більш відомий як «Сокіл») — дослідний російський високошвидкісний електропоїзд подвійного живлення (на постійному та змінному струмі). Розроблявся впродовж семи років великою кількістю конструкторських бюро. Дослідний зразок був виготовлений у 1998 році.

## Розробка конструкції
Електропоїзд «Сокіл» був розроблений на ЦКБ морської техніки «Рубін». Він створювався спільними зусиллями близько шістдесяти підприємств.
Виготовлення нових для Росії алюмінієвих кузовів було доручено ВАТ "Суднобудівна фірма «Алмаз»", яка розташована у Санкт-Петербурзі. Фірма «Алмаз» виробник унікальних суден: бойових кораблів на повітряній подушці «Зубр» і «Джейран», бойових кораблів на підводних крилах. Залізничні вагони — нова продукція для суднобудівників, тому конструкторам знадобилося близько року часу аби відпрацювати технологію. Перший дослідний кузов проміжного вагона був виготовлений 1 квітня 1998 року і направлений до ЦНДІ імені Крилова для проведення випробувань на міцність, потім виготовили і дослідну головну частину завдовжки 7 м. З 23 червня по 28 грудня 1998 року були виготовлені шість кузовів для першого складу електропоїзда і відправлені у Тихвін на ЗАТ «Сокіл-350».

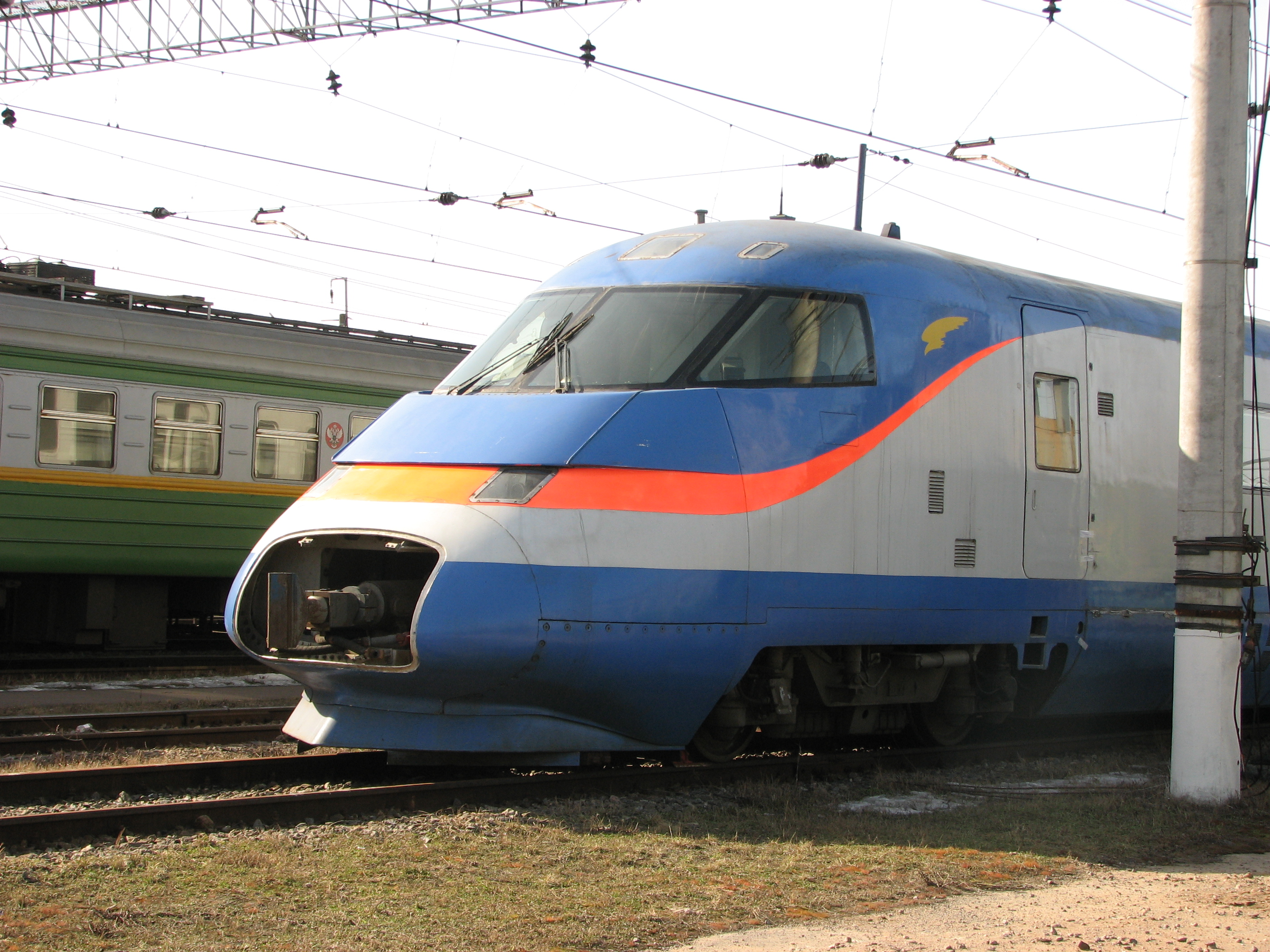
ЕС250 «Сокіл»

Спосіб доставки кузовів був досить унікальним. Під шворні вагона підкочувались спеціально спроєктовані «Алмазом» одновісні автовізки з поворотними колесами. Як тягач використовувався повнопривідний бортовий автомобіль ЗІЛ. Вдень автопоїзд виходив з воріт цеху, пізно ввечері з воріт заводу, і зупинявся біля прохідної. Опівночі, у супроводі міліції вагон відправлявся через все місто на станцію Петербург-Сортувальний-Московський, де вранці ставився на залізничні візки розробки ВАТ ВНДІ «Трансмаш».
Монтаж і стаціонарне налагодження устаткування тривали до червня 2000 року на території заводу в Тихвіні. З другої половини 2000 електропоїзд знаходився на Жовтневій залізниці і на експериментальному кільці Всеросійського науково-дослідного інституту залізничного транспорту, де проводилися ходова наладка систем і устаткування електропоїзда, а також початковий етап його попередніх випробувань при живленні електропоїзда від контактної мережі постійного струму.

## Випробування електропоїзда
Відповідно до графіка, затвердженого Міністром шляхів сполучення РФ 15 січня 2001 року, передбачалося проведення комплексних випробувань дослідного шестивагонного електропоїзда ЕС250 протягом 6 місяців. Введення електропоїзда в експлуатацію з пасажирами планувався з липня 2001 року. Електропоїзд на початку 2001 року не був повністю укомплектований обладнанням, не було обшивки салонів, відсутні крісла, система управління працювала у спрощеному режимі, на пульті машиніста для управління був встановлений звичайний комп'ютер. Проте, комплексні приймальні випробування електропоїзда розпочали відповідно до затвердженого графіка в лютому 2001 року, проводилися декількома етапами з перервами, пов'язаними з відновленням деяких систем і обладнання після відмов.

## Фінал проєкту «Сокіл»
Російська Академія наук і ВНДІЗТ підготували висновок про відповідність «Сокола» більшістю показників затвердженого Міністерством шляхів сполучення технічного завдання та чинним світовим стандартам. Випробування підтвердили можливість створення сучасного високошвидкісного економічного рухомого складу, контактної мережі і систем безпеки на магістралі Санкт-Петербург — Москва. Під час випробувань у 2001—2002 роках державна комісія виявила 25 недоліків, безпосередньо пов'язаних з безпекою руху.
У ході приймальних випробувань у червні 2001 року, на перегоні Дорошиха — Лихославль, електропоїзд встановив рекорд швидкості — 236 км/год.
Недоліки поїзда:
- Коефіцієнт запасу опору втоми зварних швів сталі АБ2-2 в найбільш завантажених вузлах рами візка становить 0,85-1,8 при мінімально допустимому показнику не менше 2,0;
- у моторних вагонів спостерігається перегрів гальмівних дисків до 500 градусів при допустимому перегріві не більше 80°C. Збої в роботі антиблокувальної (протиюзної) системи призводять до несанкціонованого наповненню повітрям гальмівних циліндрів, що загрожує заклинюванням колісних пар. Конструкція і матеріали накладок дискового гальма не забезпечують необхідного ресурсу 300000 км. Система приводу магніторельсового гальма не забезпечує паралельного відпускання й утримання башмаків на рейках при гальмуванні, що загрожує безпеці руху по стрілочних переводах;
- при існуючої конструкції струмоприймач ТП-250 не може бути використаний для постійної експлуатації;
- не реалізована дворівнева обробка повітря в салоні;
- перевищені рівні шуму в кабіні при роботі кондиціонера і вентиляції;
- не забезпечена необхідна герметичність вагона;
- перевищення рухливості повітря на пасажирських місцях, розташованих біля вікон, у 2,5 рази вище максимально допустимої;
- у повітряному середовищі пасажирських салонів перевищені рівні гранично допустимих концентрацій продуктів деструкції полімерних конструкційних матеріалів обшивки вагонів;
- система повітропроводів не забезпечує безпеку пасажирів у разі пожежі;
- теплотехнічні якості вікон і теплоізоляція вагонів не відповідають технічним вимогам.

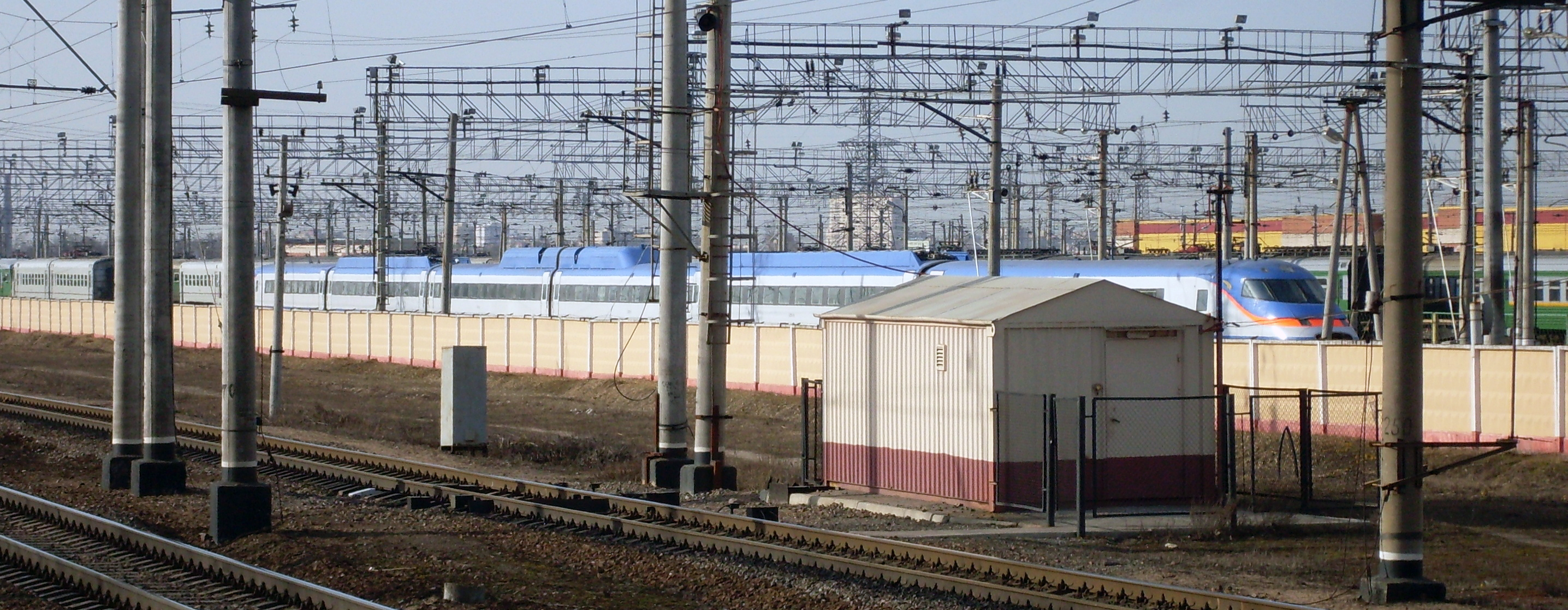
ЕС250 у депо ТЧ-10 «Металобуд» (Санкт-Петербург)

Враховуючи результати контрольних випробувань, незадовільний стан систем і устаткування дослідного поїзда, комісія МШС не рекомендувала передачу електропоїзда в експлуатацію. З квітня 2002 року фінансування проєкту з боку МШС Росії було припинено, зважаючи на відсутність власних коштів у розробників поїзда це призвело до зупинки всіх робіт. Електропоїзд ЕС250-001 тривалий час перебував на виробничих майданчиках ВАТ «Завод Трансмаш» у місті Тихвін.

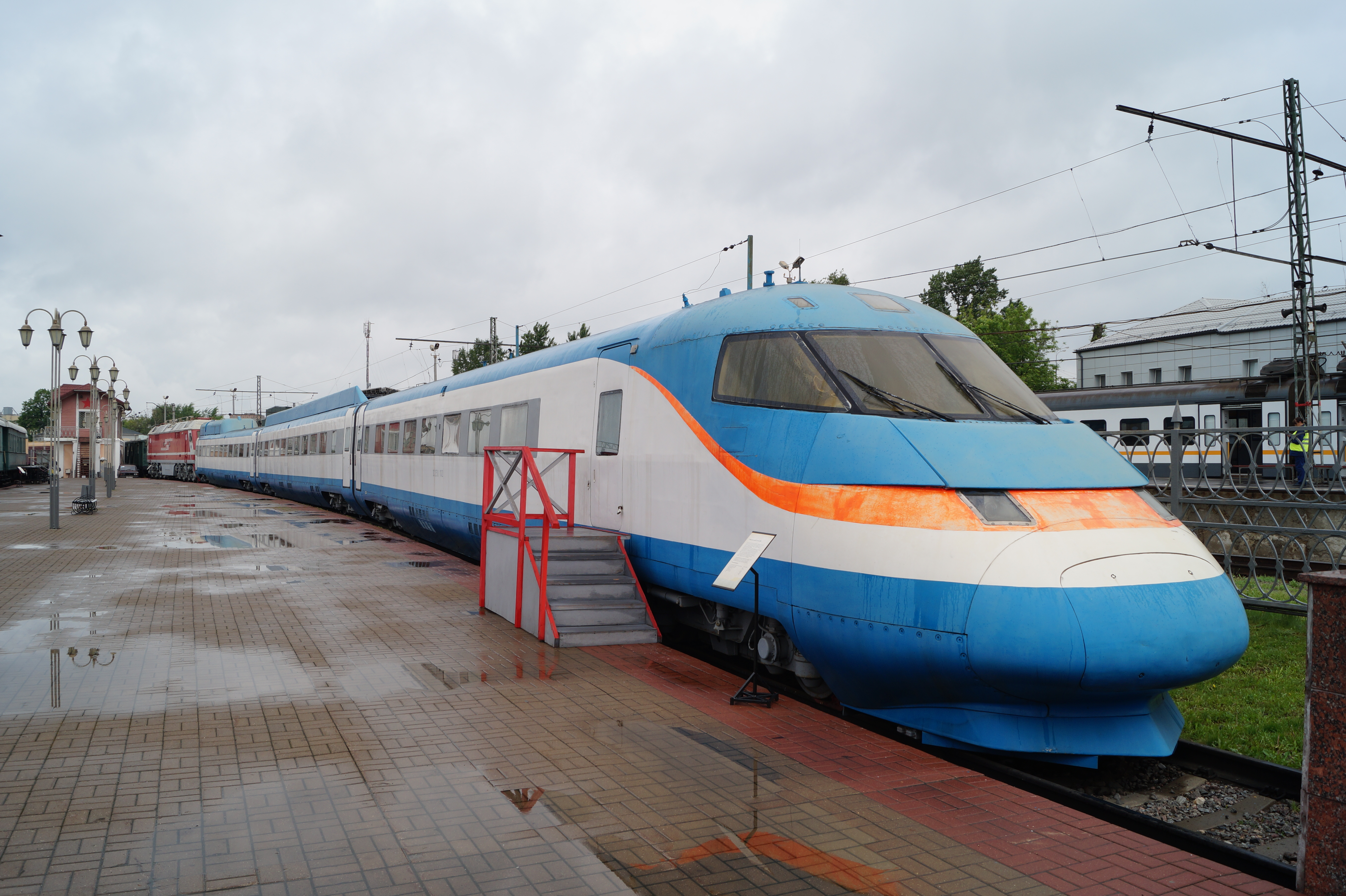
ЕС250 у музеї залізничного транспорту на Ризькому вокзалі у Москві

Станом на жовтень 2012 року поїзд знаходився у депо ТЧ-10 «Металобуд» Колпінського району Санкт-Петербурга і готувався до розділення на дві секції і відправки у два музеї — до Санкт-Петербургу й Москви.
Вагони ЕС250 (№ 101, 102 i 103) надійшли до музею на Ризькому вокзалі Москви 27 жовтня 2012 року. Вагони № 104, 105 і 112 були передані на базу запасу Центрального музею Жовтневої залізниці (станція Паровозний музей, Вітебський напрямок Жовтневої залізниці), надалі до музею у Санкт-Птербурзі.